# Sass Maor
Der Sass Maor ist ein 2812 m s.l.m. hoher Berg in den Dolomiten. Die von allen Seiten eindrucksvolle Turmgestalt bildet zusammen mit der glattwandigen, klobigen Cima della Madonna den südlichen Abschluss des zentralen Teils der Pala-Gruppe. Nach Osten fallen seine Abstürze über 1000 m Höhe gegen das Canali- und Pradidali-Tal.
Eine Ersteigung des Sass Maor erfordert Klettererfahrung, da der Normalweg den Schwierigkeitsgrad III aufweist. Die Ostwand ist ein berühmter klassischer Extremanstieg.

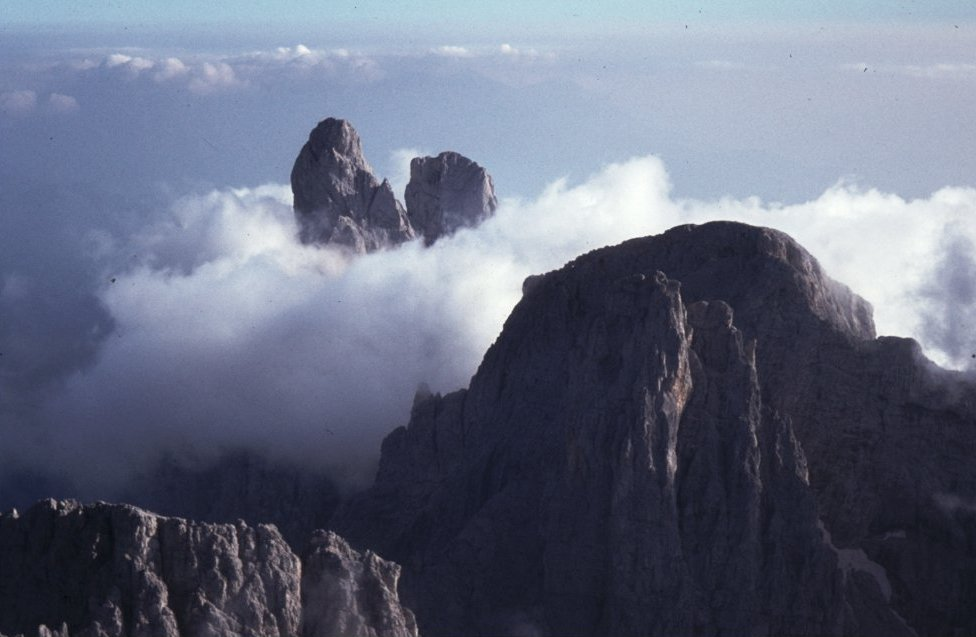
Sass Maor (der scheinbar höchste Gipfel links) und Cima della Madonna (rechts) von der Pala di San Martino. Rechts der Bildmitte die Cima di Ball und davor der Campanile Pradidali

## Anstiege
Normalweg
- Schwierigkeit: III
- Zeitaufwand: 3 Stunden
- Erstbegehung: H. A. Beachcroft und Charles Comyns Tucker mit Giovanni Battista Della Santa und François Devouassoud, 1875
- Bemerkung: Route der Erstbegeher

Nordwand
- Schwierigkeit: III
- Zeitaufwand: 2 Stunden
- Erstbegehung: Norman-Neruda mit A. Tavernaro, 1892
- Bemerkung: Besonders geeignet für eine Überschreitung

Ostwand
- Schwierigkeit: VI
- Zeitaufwand: 8 Stunden
- Erstbegehung: Emil Solleder, Kummer, 1926

Supermatita o Agapito
- Schwierigkeit: VII+
- Erstbegehung: Manolo Zanolla, P. Valmassoi 1980
- Bemerkung: Hinsichtlich der Gesamtanforderungen mit dem Weg durch den Fisch vergleichbar[1]